# Blakea longipes
Blakea longipes är en tvåhjärtbladig växtart som beskrevs av Antonio Lorenzo Uribe Uribe. Blakea longipes ingår i släktet Blakea och familjen Melastomataceae. Inga underarter finns listade i Catalogue of Life.